# Sciapus albifrons
Sciapus albifrons är en tvåvingeart som först beskrevs av Johann Wilhelm Meigen 1830.  Sciapus albifrons ingår i släktet Sciapus och familjen styltflugor. Enligt den finländska rödlistan är arten starkt hotad i Finland. Artens livsmiljö är torra gräsmarker. Inga underarter finns listade i Catalogue of Life.